# Revúcka Lehota
Revúcka Lehota és un poble i municipi d'Eslovàquia que es troba a la regió de Banská Bystrica.

## Història
La primera menció escrita de la vila es remunta al 1427.

## Demografia
| Godina             | 1994 | 2004   | 2014   | 2024   |
| ------------------ | ---- | ------ | ------ | ------ |
| Nombre de persones | 339  | 328    | 322    | 318    |
| Diferència         |      | −3,24% | −1,82% | −1,24% |

| Godina             | 2023 | 2024   |
| ------------------ | ---- | ------ |
| Nombre de persones | 307  | 318    |
| Diferència         |      | +3,58% |